# 中野二郎三郎
中野 二郎三郎（なかの じろさぶろう、1853年4月11日（嘉永6年3月4日） - 1918年9月4日）は日本の自由民権運動家。
明治維新前は亀岡藩士であった。維新後は滋賀県で警部となる。1880年に静岡県浜松で私塾を開き、1882年に遠陽自由党常議員となった。静岡事件により1886年に逮捕されて懲役14年の判決を受け、1897年に特赦で釈放された。

## 遠陽自由党
浜松初の政治結社で、静岡(現・静岡県東部)に創立された岳南自由党に対抗し、1882年に結成された。母体は遠州出身の県会議員29名より成る同盟会で、党員には中野のほか、沢田一朗・沢田寧・鈴木貫之らがいたた。